# Pteris buchananii
Pteris buchananii là một loài dương xỉ trong họ Pteridaceae. Loài này được Sim mô tả khoa học đầu tiên năm 1892.